# Rhabdopygus maculatus
Rhabdopygus maculatus is een hooiwagen uit de familie Assamiidae.